# کوسووا هورا
کوسووا هورا (به چکی: Kosova Hora) یک منطقهٔ مسکونی در جمهوری چک است که در ناحیه پریبرام واقع شده‌است.